# Baraize
Baraize és un municipi francès, situat al departament de l'Indre i a la regió de Centre – Vall del Loira. L'any 2007 tenia 315 habitants.

## Demografia

### Població
El 2007 la població de fet de Baraize era de 315 persones. Hi havia 152 famílies, de les quals 48 eren unipersonals (16 homes vivint sols i 32 dones vivint soles), 60 parelles sense fills, 40 parelles amb fills i 4 famílies monoparentals amb fills.
La població ha evolucionat segons el següent gràfic:
Habitants censats

### Habitatges
El 2007 hi havia 269 habitatges, 152 eren l'habitatge principal de la família, 87 eren segones residències i 30 estaven desocupats. 259 eren cases i 4 eren apartaments. Dels 152 habitatges principals, 123 estaven ocupats pels seus propietaris, 26 estaven llogats i ocupats pels llogaters i 3 estaven cedits a títol gratuït; 2 tenien una cambra, 9 en tenien dues, 32 en tenien tres, 35 en tenien quatre i 74 en tenien cinc o més. 123 habitatges disposaven pel capbaix d'una plaça de pàrquing. A 69 habitatges hi havia un automòbil i a 64 n'hi havia dos o més.

### Piràmide de població
La piràmide de població per edats i sexe el 2009 era:
| Homes | Edats   | Dones |
| ----- | ------- | ----- |
| 0     | 95 o +  | 0     |
| 4     | 90 a 94 | 0     |
| 4     | 85 a 89 | 24    |
| 0     | 80 a 84 | 0     |
| 4     | 75 a 79 | 4     |
| 28    | 70 a 74 | 12    |
| 20    | 65 a 69 | 24    |
| 4     | 60 a 64 | 8     |
| 4     | 55 a 59 | 4     |
| 4     | 50 a 54 | 4     |
| 12    | 45 a 49 | 4     |
| 8     | 40 a 44 | 8     |
| 8     | 35 a 39 | 0     |
| 12    | 30 a 34 | 12    |
| 12    | 25 a 29 | 12    |
| 4     | 20 a 24 | 4     |
| 0     | 15 a 19 | 0     |
| 4     | 10 a 14 | 4     |
| 12    | 5 a 9   | 8     |
| 8     | 0 a 4   | 8     |

## Economia
El 2007 la població en edat de treballar era de 184 persones, 131 eren actives i 53 eren inactives. De les 131 persones actives 116 estaven ocupades (63 homes i 53 dones) i 15 estaven aturades (5 homes i 10 dones). De les 53 persones inactives 29 estaven jubilades, 8 estaven estudiant i 16 estaven classificades com a «altres inactius».

### Ingressos
El 2009 a Baraize hi havia 152 unitats fiscals que integraven 304 persones, la mediana anual d'ingressos fiscals per persona era de 15.757,5 €.

### Activitats econòmiques
Dels 9 establiments que hi havia el 2007, 3 eren d'empreses de construcció, 3 d'empreses d'hostatgeria i restauració, 1 d'una empresa de serveis, 1 d'una entitat de l'administració pública i 1 d'una empresa classificada com a «altres activitats de serveis».
Dels 5 establiments de servei als particulars que hi havia el 2009, 1 era una funerària, 1 paleta, 2 fusteries i 1 restaurant.
L'any 2000 a Baraize hi havia 25 explotacions agrícoles que ocupaven un total de 1.392 hectàrees.

## Poblacions més properes
El següent diagrama mostra les poblacions més properes.